# Ботанический сад Академии наук Республики Молдова

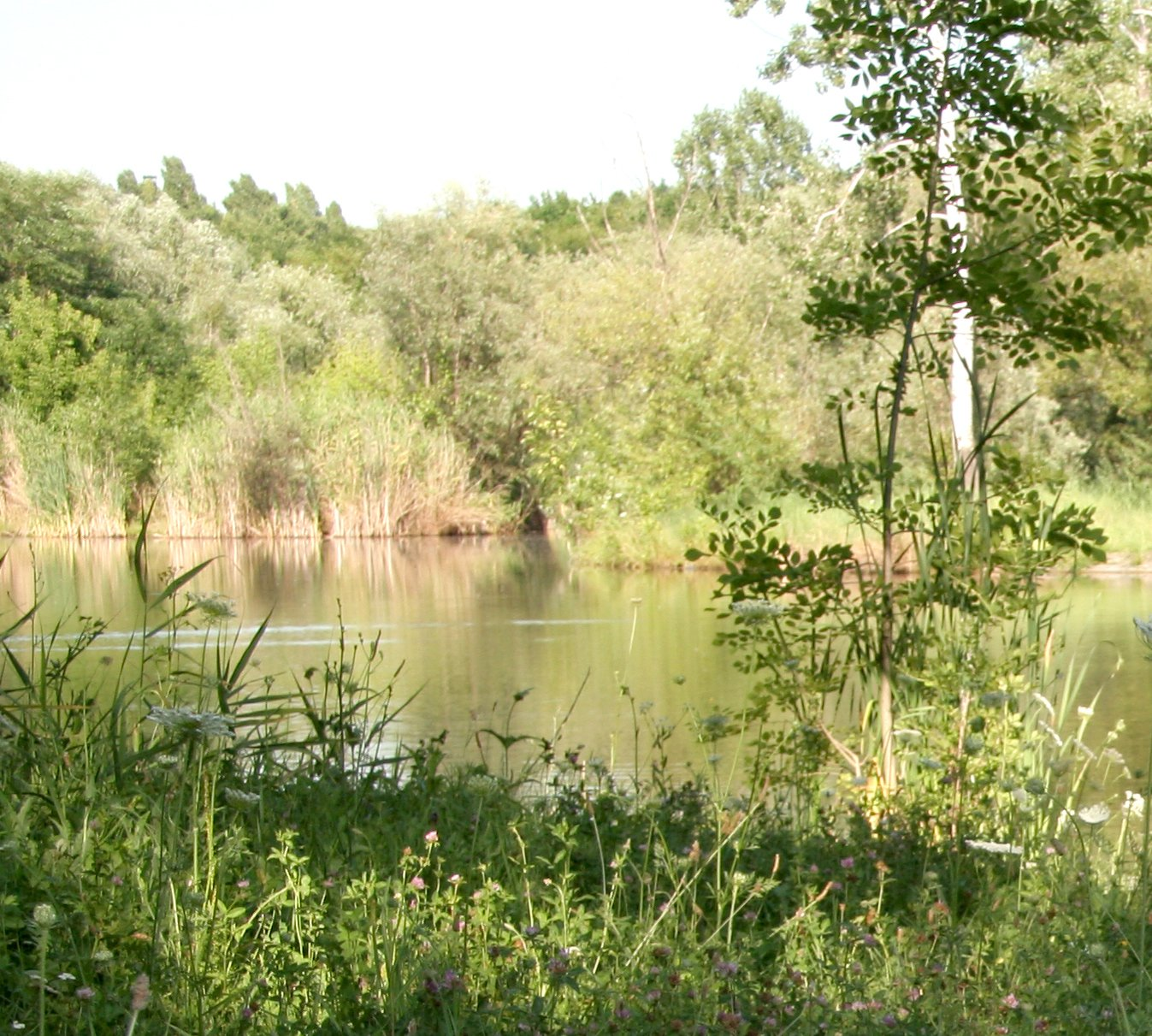
Ботанический сад

Ботанический сад Академии Наук Республики Молдова (рум. Grădina botanică a Academiei de Științe a Moldovei) был основан в октябре 1950 года в Кишинёвском районе Боюканы на базе Академии Наук СССР. Сад располагался в районе ручья Дурлешты и занимал площадь 76 га. Его директором с 1950 по 1964 год была Т. С. Гейдеман. После 1964 года директором стал А. А. Чеботарь. В 1973 году началось создание нового ботанического сада в районе Ботаника. Через два года ботанический сад получил статус Научно-исследовательского института академии наук Молдавской ССР. Площадь ботанического сада составляет около 104 гектар. Основу ботанического сада составляют около 10 тысяч видов, форм и сортов растений.

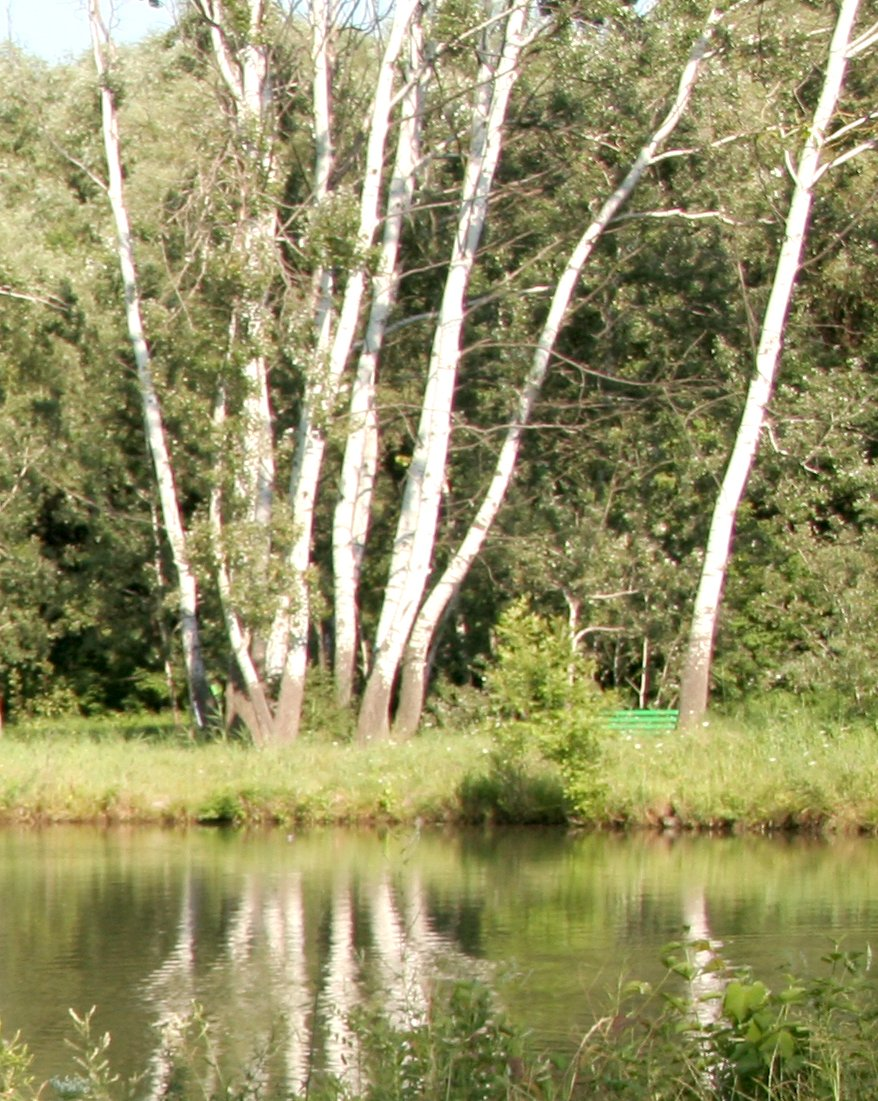
Ботанический сад

## Основные направления исследований
- интродукция и акклиматизация групп растений
- систематическое исследование флоры Молдавии
- озеленение городов и сёл Молдавии
- создание ботанического сада на научной основе

## Известные учёные, связанные с садом
З. В. Янушевич — ботаник, один из пионеров советской палеоботаники. С 1954 по 1971 годы старший научный сотрудник, с 1971 по 1977 годы заведующий отделом интродукции культурных растений.

## Проблемы
В 2001 году большая часть ботанического сада была передана в аренду частным компаниям, включая «Элат», которая создала ряд ресторанов, детских площадок, кафе-мороженого и зоопарк. Известность ботанического сада возросла; приезжали тысячи посетителей, и каждый день в сад заезжало от 300 до 400 автомобилей. Администрация также сообщала о 30-40 свадьбах за выходные.
Эти мероприятия были доведены до сведения нескольких экологических организаций Молдовы. Александру Цюботару, директор Ботанического сада, объяснил, что Академия наук Молдовы разрешила коммерциализацию сада, поскольку в то время правительство Молдовы не предусматривало бюджет. «Мы получаем только 800 000 леев в год, а только отопление стоит 1,2 миллиона леев», — сказал он. Однако, поскольку «Элат» обесславил многие подписанные им соглашения, администрация ботанического сада неоднократно просила расторгнуть контракт.

В 2005 году ботанический сад получил 700 000 лей от Министерства финансов Молдовы и установил свою систему отопления, снизив затраты на отопление примерно до 280 000 лей. Директор сказал, что сад будет постепенно решать большинство своих проблем собственными силами, отказавшись продлевать договор аренды с «Элат», срок действия которого истек 7 июля 2005 года.

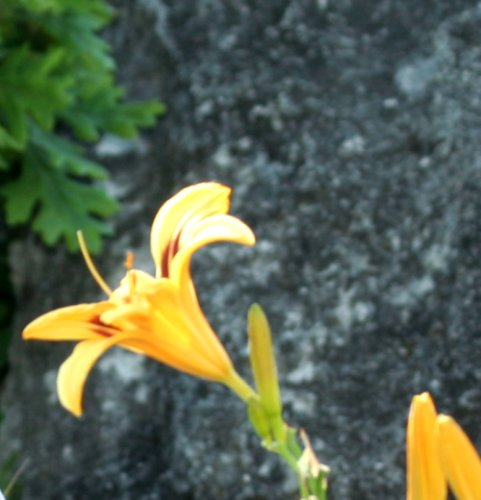
Ботанический сад